# Juan Bautista de Anza
Juan Bautista de Anza Bezerra Nieto (Esqueda, en Sonora, Nueva España, 6/7 de julio de 1736 – Arizpe, Sonora, 19 de diciembre de 1788) fue un militar novohispano de ascendencia vasca que llegó a ser gobernador de la provincia de Santa Fe de Nuevo México de la Nueva España, recordado por haber participado en varias expediciones de exploración en las que consiguió encontrar una ruta por tierra segura hasta la actual California (Estados Unidos).

## Biografía

### Primeros años
Juan Bautista de Anza nació en Fronteras, Sonora, Nueva España en 1736 (cerca de Arizpe), en una familia de militares que vivían en la frontera norte de la Nueva España. Era el hijo de Juan Bautista de Anza I, capitán del ejército virreinal, y de María Rosa Bezerra Nieto, vecinos de Fronteras. Era nieto, por rama paterna, de Antonio de Anza (farmacéutico) y de Lucía de Sasoeta de Hernani, naturales de Guipúzcoa (España), y, por rama materna, del capitán del ejército virreinal Antonio Bezerra Nieto y Gregoria Gómez de Silva, vecinos de Janos (Chihuahua), (Nueva España). Su padre murió en una confrontación con indios apaches en el desierto de Sonora cuando tenía alrededor de tres años de edad.
En diciembre de 1751 se alistó en la milicia española de San Ignacio (Sonora), en donde sirvió como cadete de caballería en la custodia de los presidios (fortificaciones) bajo la tutela de su cuñado Gabriel de Vildósola, en Fronteras (Sonora). Ascendió rápidamente y en 1756 alcanzó el grado de teniente de caballería en la misma población. En diciembre de 1759 ya era capitán en el presidio de Tubac (Arizona). Sus deberes militares consistieron principalmente en luchar contra los nativos americanos hostiles, como los indios apaches en el norte de Sonora (hoy Arizona) y los seris en el sur de Sonora. Durante el curso de estas incursiones exploró gran parte de lo que hoy es Arizona y recibió reconocimientos.
Se casó en 1761, con la hija del propietario de una mina, el español Francisco Pérez Serrano. No tuvieron hijos.

### Las expediciones a Alta California: antecedentes
En 1770 la Corona Española ya llevaba más de 200 años en el Nuevo Mundo. Su extenso imperio abarcaba desde lo que hoy es el Oeste de Estados Unidos, incluida Florida, hasta las islas Filipinas, pero todavía necesitaba asegurar sus posesiones de la costa del Pacífico norte, frente a las expediciones e incursiones rusas e inglesas. 
Los españoles comenzaron realmente la colonización de la Alta California con la expedición de Gaspar de Portolá de 1769-1770. El doble esfuerzo de Portolá requirió tanto un largo viaje por mar contra los vientos dominantes y la corriente de California, como una ruta terrestre difícil por la Baja California. 
Se establecieron dos pequeñas colonias en San Diego y Monterey, con un presidio y una misión franciscana en cada lugar. Hacia 1773, se habían establecido tres misiones más, siendo la más norteña la Misión de San Antonio de Padua, en el valle de Salinas, pero la población española no iba más allá de 70 personas. Colonizar y abastecer a la Alta California era tarea difícil y el viaje muy largo, pues tenían que partir desde San Blas (Nayarit) en pequeños navíos que no soportaban mucha carga. La travesía por la Baja California era dificultosa, larga y peligrosa. Para colonizar y asegurar la Alta California, la Corona Española necesitaba una ruta más accesible, una ruta terrestre que partiera de Sonora. (Es necesario señalar que cuando se menciona Sonora se refiere a la provincia del virreinato que abarcaba en su mayor parte los actuales estados de Sonora (México) y Arizona (Estados Unidos).) En 1772, De Anza propuso al virrey de la Nueva España realizar a su costa una expedición a la Alta California. En 1774 fray Junípero Serra en reuniones con el virrey en Bucareli en la Ciudad de México logró convencerlo de que se hiciera una ruta por tierra hasta la Alta California. Se decidió entonces hacer dos expediciones Una exploratoria y otra con futuros pobladores. La propuesta fue aprobada por el rey de España.

### Primera expedición: del desierto de Sonora hasta San Francisco (1774)

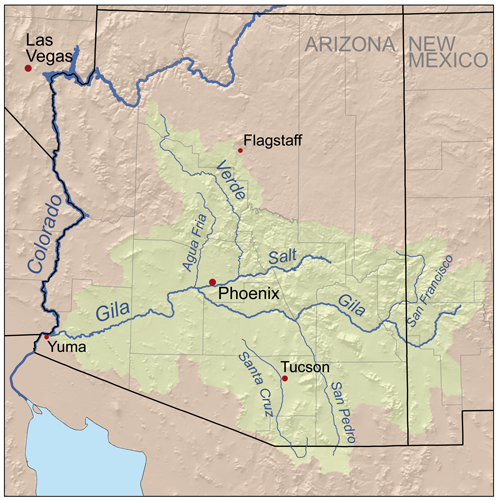
Mapa de la cuenca del río Gila en Arizona, Nuevo México y Sonora.

El 8 de enero de 1774, De Anza con 34 personas: 3 padres (Fray Garcés, fray Juan Díaz), 20 soldados, (el soldado guía y conocedor del terreno Juan Bautista Valdés) 11 sirvientes (un intérprete nativo pima, un carpintero, cinco arrieros y dos asistentes de Anza), 35 mulas, 65 bovinos y 140 caballos, con 35 cargas de víveres, municiones de guerra, tabaco, equipajes partieron desde el Presidio de Tubac, al sur de la actual Tucson (Arizona). De Anza había oído hablar de Sebastián Tarabal, indio californiano huido de la Misión de San Gabriel que terminó en Sonora, y le cogió como guía.
La expedición tomó la ruta del sur, cruzando el desierto de Sonora a lo largo del río Altar por los pueblos de Altar, y la Misión de Caborca, donde deberían descansar y reabastecerse e incorporar a los 150 caballos previstos. Llegaron el día 20 de enero, tras sufrir dos días de lluvia y nieve en el desierto y se encontraron con a sorpresa que los caballos no estaban disponibles ahí. 
Partieron sin ellos hacia el norte, llegando a un aguaje el 5 de febrero y siguieron moviéndose al sur del río Gila para evitar los ataques de los indios apaches hasta que llegaron al río Colorado en el Cruce de Yuma (el Yuma Crossing), único lugar adecuado para cruzar el río el 9 de febrero. Esta región era territorio de la tribu yuma (quechan), donde fueron acogidos amistosamente por el jefe yuma, Olley Iquatequiche (Olleyquotequiebe), aliado de los españoles, que había conocido a fray Garcés en el verano de 1771,con la que estableció buenas relaciones. Ahí fue bautizado Olley. Cruzaron el Río Colorado, y para evitar las dunas de los Algodones, del desierto de Sonora, Siguieron río abajo unos 80 km, hasta llegar hasta la esquina suroeste del actual estado de Arizona en el río Colorado en el poblado Los Algodones, el 9 de febrero después de recorrer 715  km. donde giraron al noroeste por el actual Valle de Mexicali y pasar por lo que después estaría la actual ciudad de Mexicali. Siguieron un poco más al oeste, hasta pasar el Cerro Centinela luego girar hacia el norte para cruzar parte del actual Valle Imperial en territorio Kumiai, donde el 12 de febrero  pasaron por una laguna que llamaron Santa Olaya y donde se encuentra Yuha Well.  y finalmente al noroeste de nuevo antes de llegar el 22 de marzo de 1774 a la Misión de San Gabriel Arcángel, cerca de la costa de California próxima a la futura ciudad de Los Ángeles (En el Pueblo de Los Ángeles se establecerían, en 1781, once familias procedentes principalmente de la provincia de Sonora y Sinaloa). Ahí fueron recibidos por fray Fermín Lasuen.
Una vez recuperados de la fatiga, Anza y 6 soldados partieron al Presidio de Monterey, la capital de la Alta California, a donde llegaron el 19 de abril. Anza empleó unos 74 días para hacer este viaje inicial de reconocimiento para establecer una ruta por tierra hasta California. 
Inició su viaje de retorno el 22 de abril. El día 27 se cruzó con fray Junípero Serra. En su viaje de regreso, volvió sobre su camino hasta Yuma Crossing en el río Colorado y luego siguió aguas abajo por el corredor del río Gila hasta alcanzar el corredor del río Santa Cruz y continuar hacia Tubac. Estaba de regreso a finales de mayo y ese viaje solo le llevó 23 días, dado que ahora había encontrado una ruta con agua suficiente para hacer que el acceso por tierra a California fuese posible. En el río Gila se encontró con varias aldeas extensas de indios pima (Akimel O'odham), una tribu agrícola pacífica y populosa con cultivos extensivos y sistemas de riego desde el río Gila.
Esta expedición fue seguida de cerca por el virrey que el 2 de octubre de 1774, ascendió a De Anza al rango de teniente coronel. Además el virrey autorizó al capitán Anza a emprender una nueva expedición, está vez para colonizar y defender el puerto de San Francisco. Los españoles querían reforzar su presencia en la Alta California para frenar la iniciativa rusa de  colonizar el Pacífico americano, que partía de Alaska, y además para establecer un puerto como refugio de los barcos españoles hostigados por los piratas ingleses.

### Segunda expedición a Alta California (1775-1776)

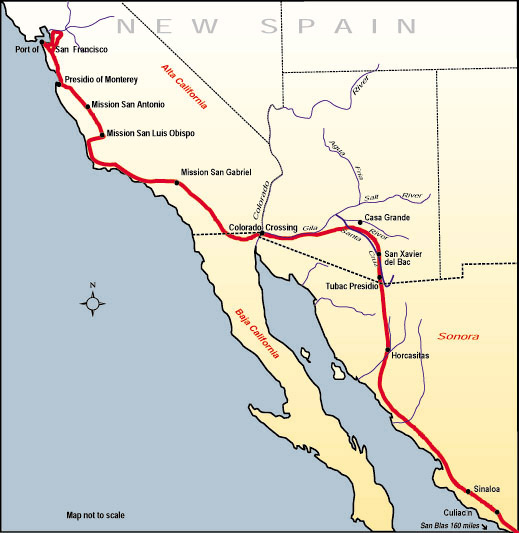
Mapa de la ruta que siguió Juan Bautista de Anza en 1775-1776 desde México a la actual San Francisco

Con la autorización en mano, de Anza se dedicó a reclutar voluntarios en la población de Culiacán, Sinaloa. En el presidio de San Miguel de Horcasitas, capital provincial de Sonora, de Anza eligió como teniente de la expedición a José Joaquín Moraga, y el fraile franciscano Pedro Font fue escogido como capellán por su habilidad para fijar las coordenadas. El punto final de reunión fue Tubac (Arizona), población que había sido atacada tres semanas antes del arribo de la expedición por los apaches, que robaron los más de 500 caballos que se habían reunido para la expedición.[cita requerida]
El 23 de octubre de 1775 salió de Tubac al frente de 240 personas, incluidos frailes, soldados y colonos con sus familias, y con ellos 695 caballos y mulas, y 385 vacas y toros (Esto fue el origen de la cabaña ganadera y caballar de California, país sin depredadores, de pastos abundantes y de sequías esporádicas, lo que permitió su rápido crecimiento).
La expedición siguió el curso del río Santa Cruz hasta su unión con el río Gila, que descendieron hasta encontrar el Colorado. Allí les ayudaron a cruzar el caudaloso río el jefe yuma y su tribu, a quienes Anza conocía del año anterior. El viaje se hizo más difícil, por el clima invernal, según avanzaban entre colinas y desiertos del suroeste de California. Con fines prácticos, de Anza dividió la expedición en tres grupos que viajaban a un día de distancia uno de otro para permitir que se llenaran los ojos de agua.
Se reorganizaron cerca de lo que hoy en día es el Parque Estatal del Desierto Anza-Borrego, y llegaron a la misión de San Gabriel el 4 de enero de 1776. Desde ahí viajaron por caminos conocidos bordeando la costa de California, visitaron la misión de San Luis Obispo y la misión de San Antonio de Padua, llegando a Monterrey a la misión de San Carlos Borromeo el 10 de marzo del mismo año. La expedición llegó a feliz término con tres expedicionarios más de los que habían salido de Tubac (Arizona): durante el viaje nacieron tres californianos y hubo que lamentar la pérdida de una mujer que murió al parir, pero la criatura sobrevivió.

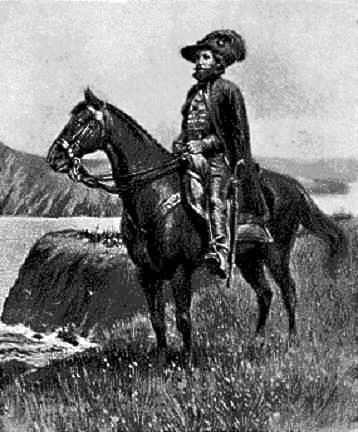
Juan Bautista de Anza, a partir de un retrato al óleo de fray Orsi en 1774

Después de haber cumplido la misión del virrey, continuó con el padre Pedro Font y una partida de doce hombres para explorar el norte y encontró una ruta interior hasta la bahía de San Francisco, bahía descrita por Portolà. En el diario de Anza del 25 de marzo de 1776, afirma que «llegados al arroyo de San José de Cupertino (ahora arroyo Stevens), que sólo es útil para los viajeros. Aquí nos detuvimos para pasar la noche, después de haber recorrido ocho leguas en siete y horas y media. Desde este lugar que hemos visto a nuestra derecha el estuario que va desde el puerto de San Francisco». Al llegar de Anza el 28 de marzo de 1776 encuentra los lugares donde se fundarían un presidio (el Presidio de San Francisco) y una misión (la Misión de San Francisco de Asís), en la actual San Francisco. (De Anza no estableció los asentamientos, que fueron establecidos más tarde por José Joaquín Moraga.)
El 14 de abril de 1776 partió de Anza para San Diego y, al pasar por Monterrey, encontró los sitios originales de la Misión de Santa Clara de Asís y la ciudad de San José de Guadalupe (la actual San José), pero de nuevo tampoco estableció los asentamientos. (En 1781 los yumas se rebelaron contra los españoles. Aunque hubo expediciones de castigo, no pudieron restablecer su posición al cruzar el territorio Yuma y la ruta de Anza quedó bloqueada, impidiendo a los españoles continuar su expedición hacia el norte).

### Gobernador de Santa Fe de Nuevo México

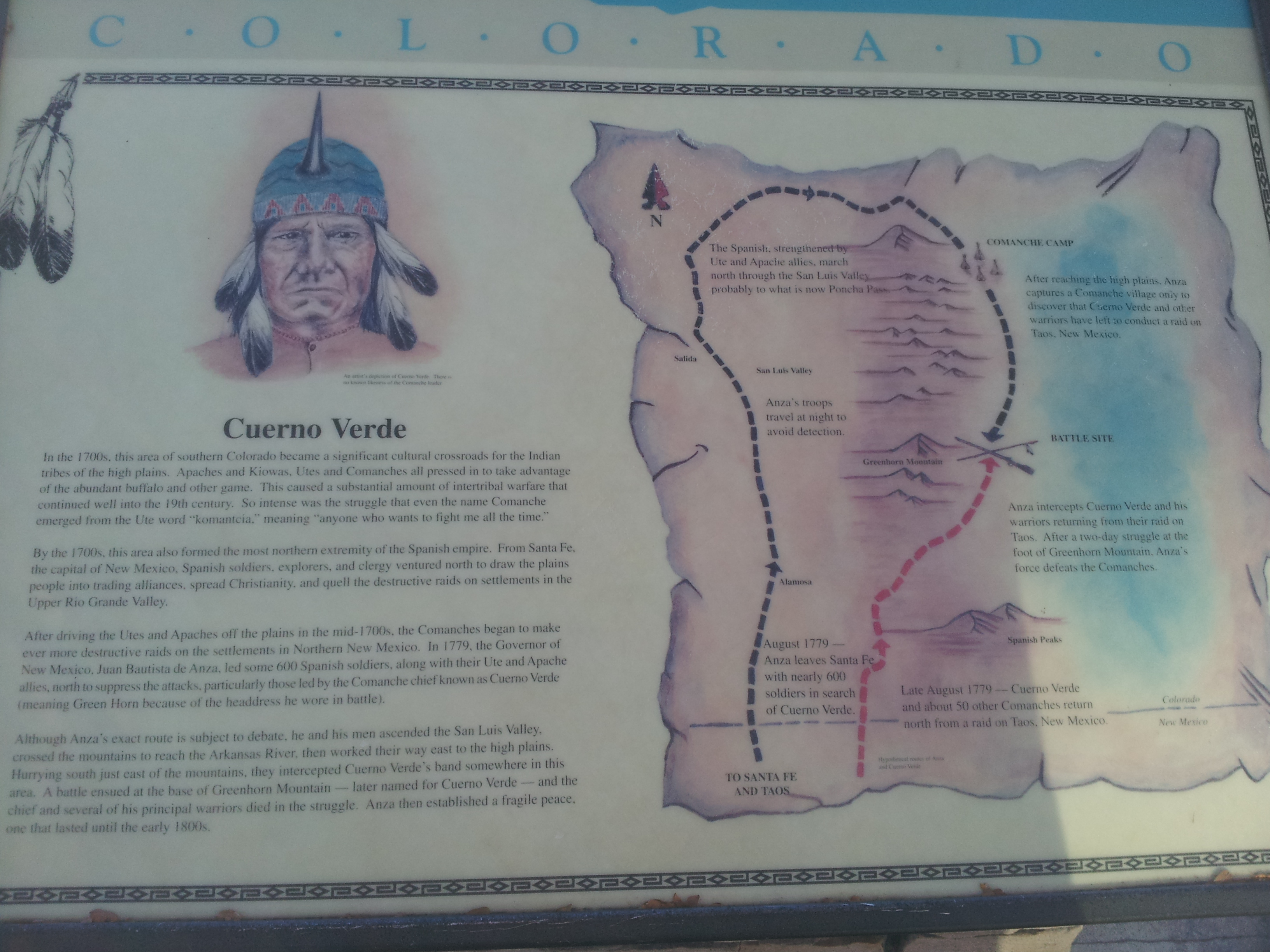
Cartel de Cuerno Verde, en Cuerno Verde Rest Area

A su regreso de esa exitosa expedición en 1777 viajó a la Ciudad de México con el jefe yuma (quechan) de la zona del Bajo Colorado, dado que su tribu solicitaba el establecimiento de una misión. El 24 de agosto de 1777, el virrey de la Nueva España nombró a Anza como Gobernador de Nuevo México de la provincia de Santa Fe de Nuevo México, que comprendía parte de los actuales estados de Chihuahua (México) y Nuevo México (Estados Unidos).
El gobernador de Anza llevó una expedición de castigo contra el grupo comanche que habían asaltado repetidamente Taos durante 1779. Con sus aliados nativos utes y apaches, y alrededor de 800 soldados españoles, Anza fue al norte a través del valle de San Luis, entrando en las Grandes Llanuras en lo que hoy es Manitou Springs (Colorado). Rodeando "El Capitán" (hoy Pikes Peak), sorprendió a una pequeña fuerza comanche cerca de la actual Colorado Springs. Siguiendo hacia el sur aguas abajo de Fountain Creek, cruzó el río Arkansas cerca de la actual Pueblo (Colorado). Encontró el cuerpo principal de comanches en Greenhorn Creek, al regresar de una redada en Nuevo México, y obtuvo una victoria decisiva. El jefe Cuerno Verde, a quien recuerda el arroyo Greenhorn, y muchos otros líderes comanches murieron durante el combate.
A finales de 1779, Anza y su partida encontraron una ruta desde Santa Fe hasta Sonora, al oeste de El Camino Real de Tierra Adentro. Sus diversas expediciones militares contra las tribus locales que defendían sus tierras fueron a menudo exitosas, pero los yumas (quechan) con los que había establecido la paz fueron los primeros en rebelarse y cayeron en desgracia con el comandante militar de la Frontera Norte, la frontera general. En 1783 Anza condujo una campaña contra los comanches en los llanos orientales, que en 1784 fueron demandando la paz. El último de los jefes comanches finalmente accedió y el 28 de febrero de 1786, en Pecos Pueblo, se concluyó un tratado formal. Esto allanó el camino para los comerciantes y el desarrollo del comercio comanchero.
Juan Bautista de Anza permaneció como gobernador de Nuevo México hasta 1787, cuando regresó a Sonora. Fue nombrado comandante del Presidio de Tucson en 1788, pero antes de que pudiera salir y tomar posesión del cargo murió repentinamente en su casa de Arizpe (Sonora, Nueva España) el 19 de diciembre de 1788. Fue sepultado en la iglesia de Nuestra Señora de la Asunción en Arizpe. Su esposa le sobrevivió.

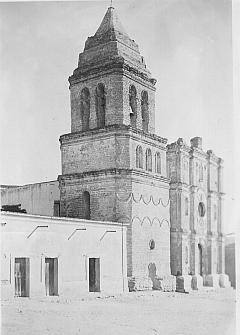
Iglesia de Nuestra Señora de la Asunción de Arizpe, lugar en que está la tumba de Anza

En 1963, con la presencia y participación de delegaciones de la Universidad de San Francisco y la ciudad de San Francisco, sus restos fueron desenterrados y vueltos a sepultar en un mausoleo de mármol en la misma iglesia.

## Legado
Juan Bautista de Anza abrió una ruta que posibilitó la colonización europea de la Alta California. Los soldados y familias que escoltó desde el desierto de Sonora a la Alta California llevaron el idioma español, las costumbres mestizas, la religión cristiana, y la cultura mestiza de la Nueva España a esa parte del mundo. La mayoría de los miembros de su expedición habían nacido ya en América, en tierras de la Nueva España, y había entre ellos personas de sangre europea, indígena y descendientes de mulatos y mestizos.
Entre los soldados que acompañaron a de Anza iba José María Pico, quien sería padre de Pío de Jesús Pico (último Gobernador mexicano de la Alta California) y abogado defensor del indio "Nazario" en el primer caso de envenenamiento documentado en California y que, presuntamente, acabó con la vida en 1812 del franciscano extremeño José Pedro Panto.

## Reconocimientos

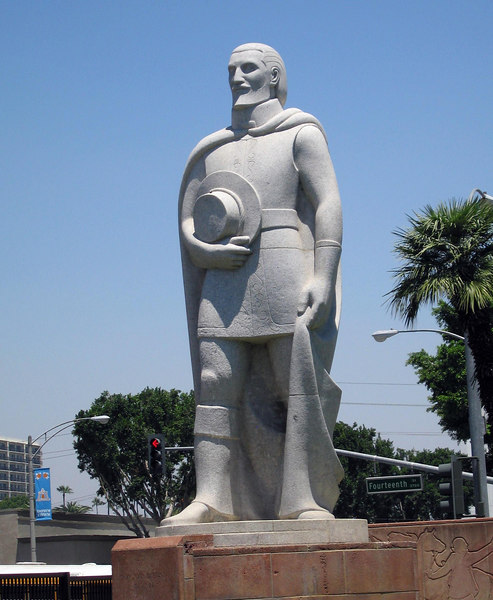
Estatua de Juan de Anza hecha por el escultor Dorr Bothwell, en Riverside

El principal reconocimiento es el Sendero Histórico Nacional Juan Bautista de Anza (Juan Bautista de Anza National Historic Trail) en California y Arizona, administrado por el Servicio de Parques Nacionales de Estados Unidos, para el senderismo y la conducción de la ruta de su viaje de exploración de Las Californias En el Valle de San Fernando, el sendero atraviesa la Preserva Espacio Abierto Cañón Alto Las Virgenes (Upper Las Virgenes Canyon Open Space Preserve), y en el Valle de San Gabriel el camino está en las Puente Hills, justo al norte de Whittier.
También honran su memoria el Parque Estatal Desierto Anza-Borrego, que se encuentra sobre todo en el este del Condado de San Diego. El parque tiene un largo y difícil tramo del camino de Anza, que discurre hacia el oeste desde el Valle Imperial hasta la montaña costera pasando al noreste de San Diego.
Un edificio llamado la Juan de Anza House, en San Juan Bautista es un National Historic Landmark, aunque fue construido alrededor del año 1830, siendo su relación con Anza poco clara. El "Juan Bautista de Anza Community Park" se encuentra en Calabasas (California) (California), y "De Anza Park" se encuentra en Ontario (California). Una estatua de De Anza de más de 6 m, erigida en 1939, se encuentra en Riverside, California, en la esquina de las calles Market y 14th. Otra estatua se yergue en el parque Lake Merced, San Francisco.
En California, muchas calles, escuelas y edificios se han nombrado en su honor (tanto con grafía «de Anza» como «De Anza»): De Anza Boulevards en San Mateo y Cupertino, De Anza Park en Sunnyvale, De Anza College en Cupertino, De Anza High School en Richmond, Juan De Anza K-5 en la Wiseburn Elementary School District de Hawthorne, De Anza Middle School en Ontario, De Anza Middle School en Ventura, y la De Anza School en Baldwin Park, el punto de referencia De Anza Hotel en San José, y el histórico De Anza Hotel en Calexico, De Anza Elementary School en El Centro, CA.
Y utilizando solo la grafía «Anza»: Anza Street en San Francisco y lago Anza en el parque regional Tilden, por encima de Berkeley, en las colinas de Berkeley. La ciudad de Anza, California, es un pequeño pueblo de 7000 personas en la Highway 371 en las montañas al sur de Palm Springs.